# Comté de Deschutes
Pour les articles homonymes, voir Deschutes.
Le comté de Deschutes (anglais : Deschutes County) est un comté situé au centre de l'État de l'Oregon aux États-Unis. Il tire son nom de la rivière Deschutes (nommé par des explorateurs franco-canadiens pendant les premières décennies du XIXe siècle). Son siège est Bend.

## Géographie
Sa superficie est de 7 912 km2, dont 7 817 km2 est de terre.
Le paysage est principalement marqué par plusieurs points de repère (e.g. le Broken Top, le pic Maiden, le mont Bachelor, les Trois Sœurs, le mont Washington, le Lava Butte, la Lava Cast Forest, le Newberry National Volcanic Monument) et par un relief de lave volcanique (Pāhoehoe et ʻAʻā) issu du cratère Newberry.
Le comté possède 690 grottes, dont 577 sont des tunnels de lave, parmi lesquels la Lava River Cave.

## Communautés

### Villes incorporées
- Bend
- La Pine
- Redmond
- Sisters

### Communautés recensées et non incorporées
- Alfalfa
- Black Butte Ranch
- Brothers
- Cloverdale
- Deschutes
- Deschutes River Woods
- Elk Lake
- Hampton
- Millican
- Plainview
- Prineville Junction
- Pronghorn
- Seventh Mountain
- Shevlin
- Sunriver
- Terrebonne
- Tetherow
- Three Rivers
- Tumalo

## Comtés avoisinants
- Comté de Jefferson (nord)
- Comté de Crook (est)
- Comté de Harney (sud-est)
- Comté de Klamath (sud)
- Comté de Lake (sud)
- Comté de Lane (ouest)
- Comté de Linn (nord-ouest)

## Histoire
Les trappeurs canadiens-français de la compagnie de la Baie d'Hudson ont donné le nom de la « rivière des Chutes », de laquelle le comté tire son nom.
Le 13 décembre 1916, le dernier comté de l'Oregon fut créé à partir de la partie sud du comté de Crook. Bend demeure le siège du comté depuis cette date.